# Купертон (Оклахома)
Купертон (енгл. Cooperton) град је у америчкој савезној држави Оклахома.

## Демографија
По попису из 2010. године број становника је 16, што је 4 (-20,0%) становника мање него 2000. године.
| Група             | 2000.      | 2010.      |
| Белци             | 17 (85,0%) | 11 (68,8%) |
| Афроамериканци    | 3 (15,0%)  | 0 (0,0%)   |
| Азијати           | 0 (0,0%)   | 0 (0,0%)   |
| Хиспаноамериканци | 0 (0,0%)   | 3 (18,8%)  |
| Укупно            | 20         | 16         |